# EU-Gemeinschaftslizenz

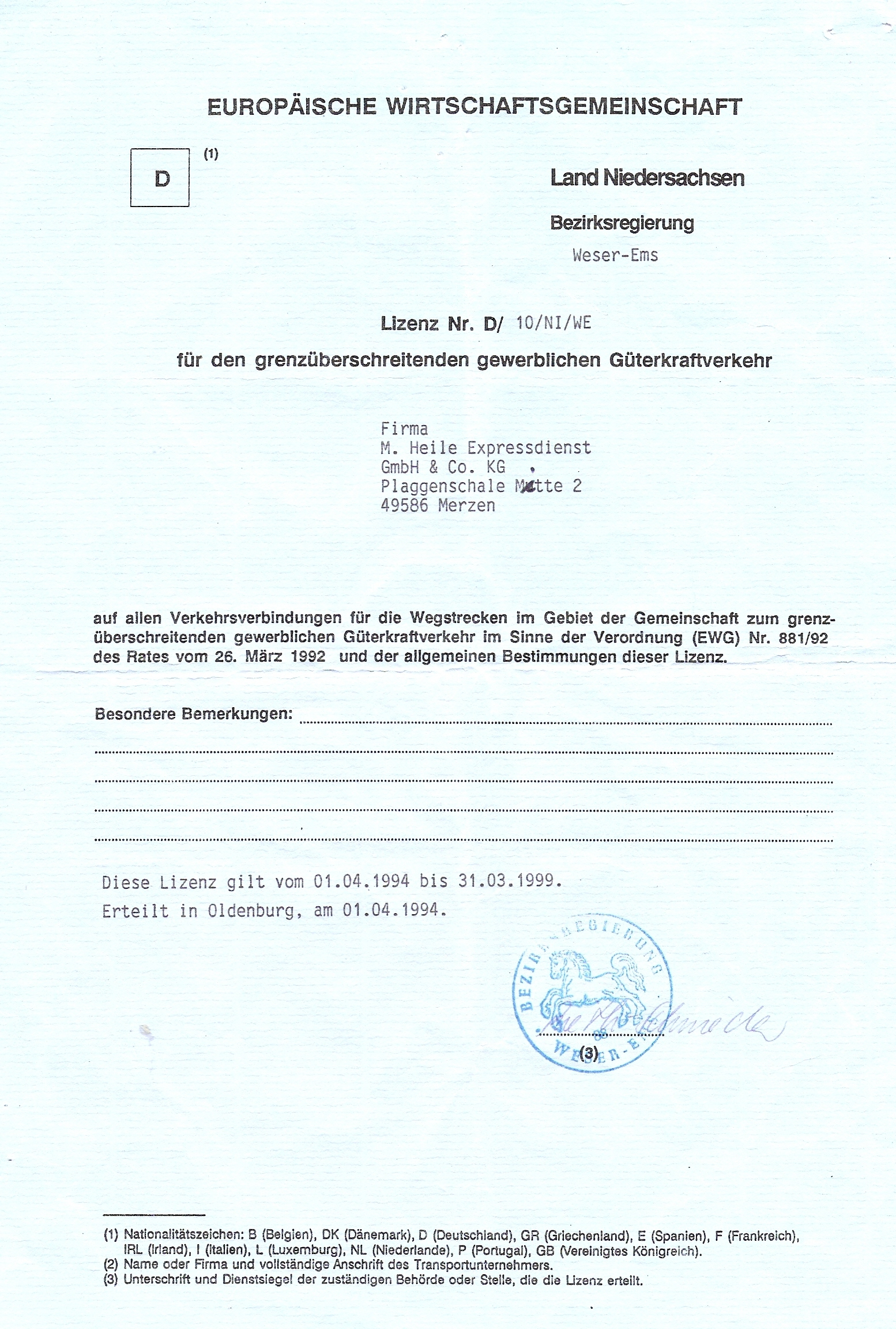
EWG-Lizenz von 1994 in Deutschland

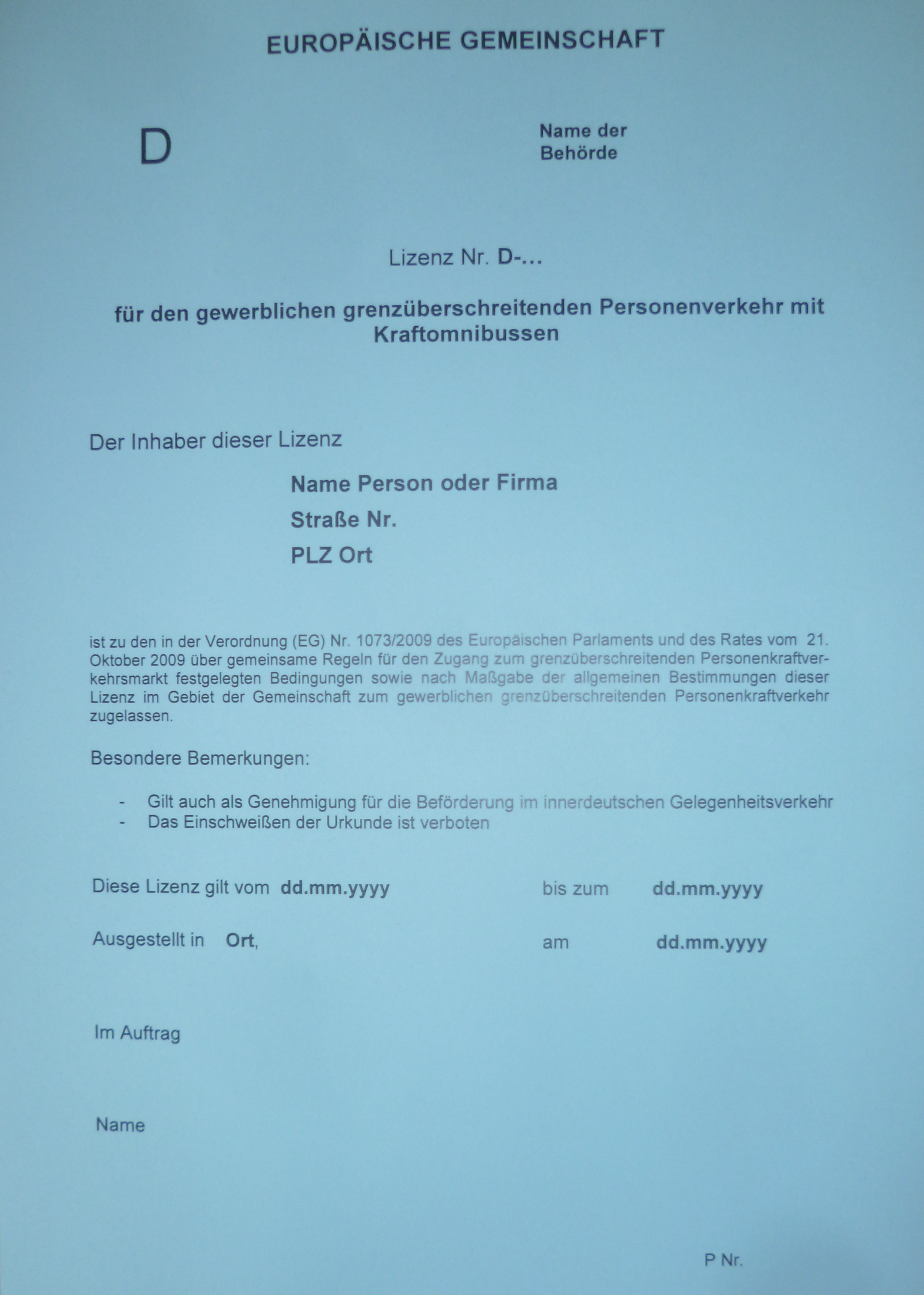
EU-Lizenz für den Personenverkehr (2019)

Die EU-Gemeinschaftslizenz berechtigt zum gewerblichen Güterkraftverkehr innerhalb der Europäischen Union.

## Lizenz und Berechtigung
Eine EU-Gemeinschaftslizenz berechtigt zum grenzenüberschreitenden und innerstaatlichen Transport des  gewerblichen Güterkraftverkehrs in allen Ländern der EU. Sie wird von der Verkehrsbehörde des Niederlassungsmitgliedstaats auf den Namen des Transportunternehmers für zehn Jahre ausgestellt (Anmerkung: Mit Inkrafttreten des Road Package (vgl. unten) zum 4. Dezember 2011 wurde die Genehmigungszeit von 5 auf 10 Jahre verlängert). Zudem kann nunmehr eine einmal erhaltene EU-Gemeinschaftslizenz auf Antrag verlängert werden; diese Verlängerung wird dann unbegrenzt erteilt.
Rechtsgrundlage für die Gemeinschaftslizenz ist seit dem 4. Dezember 2011 die Verordnung (EG) Nr. 1071/2009 des Europäischen Parlaments und des Rates vom 21. Oktober 2009 zur Festlegung gemeinsamer Regeln für die Zulassung zum Beruf des Kraftverkehrsunternehmers …. (Vorgängerregelung: Verordnung (EWG) Nr. 881/92, die nunmehr aufgehoben ist)
Jeder Transportunternehmer in den 27 EU-Staaten bekommt, wenn die Voraussetzungen des Berufszugangs (Fach- und Sachkunde, Zuverlässigkeit und Leistungsfähigkeit) erfüllt sind, nur eine einzige EU-Lizenz. Diese wird im Original als Einmalige Urkunde überreicht und die anschließenden EU-Lizenzen sind als Abschriften erkennbar mit einer fortlaufenden Nr. der jeweiligen Abschrift. Die Original Lizenz bleibt beim Unternehmer und im LKW müssen beglaubigte Abschriften mitgeführt werden. Die nach zehn Jahren wieder erteilte Europäische-Union-Gemeinschaftslizenz (EU-Lizenz oder auch Euro-Lizenz genannt) sind auch mit einer fortlaufenden Nummer versehen.

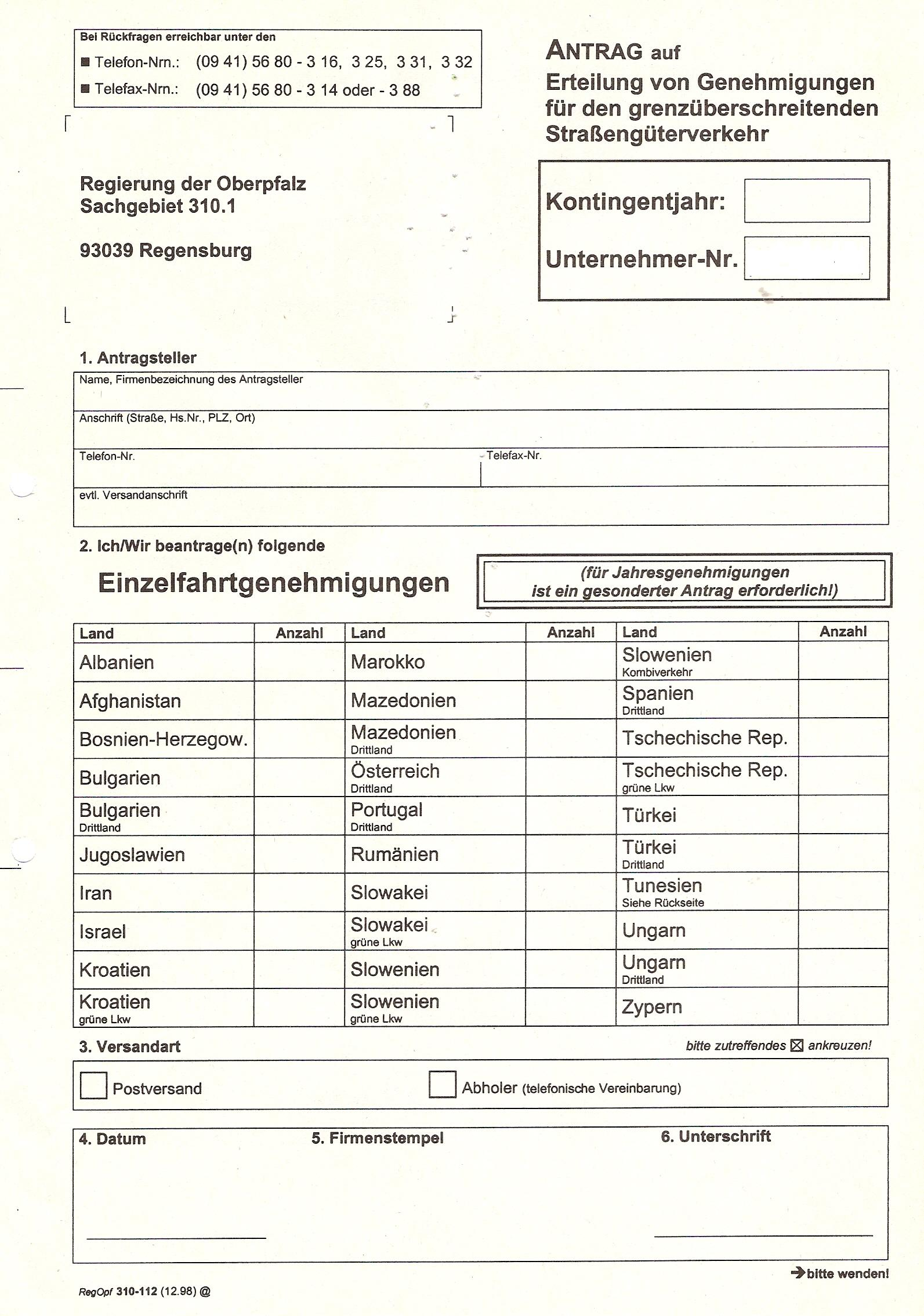
Antrag für die Einzeln-Länder Genehmigungen bis 1994
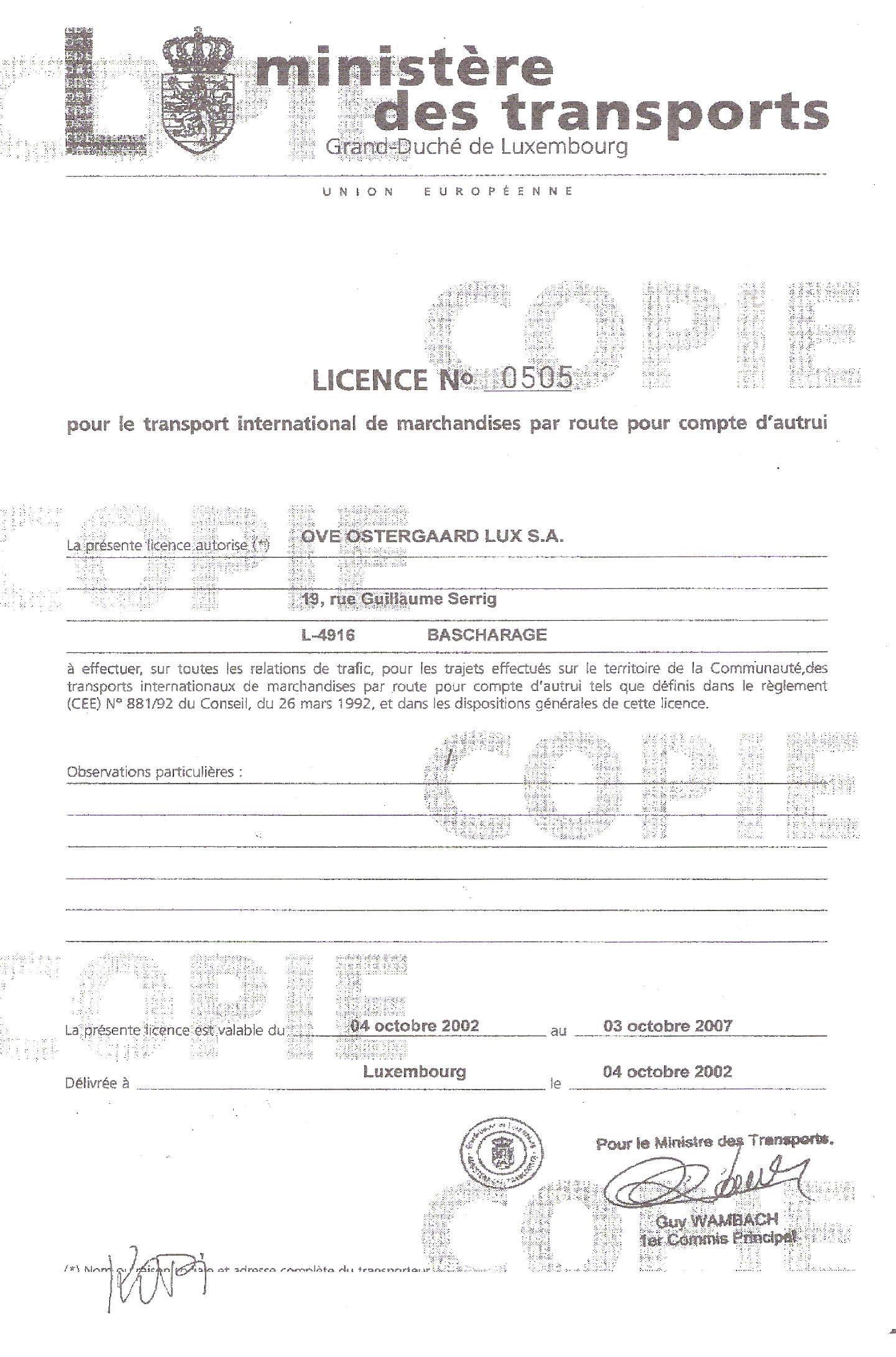
EU-Lizenz in Luxemburg 2002–2007 (Kopie)

## Aktuelle Änderungen
Zum 21. Februar 2022 bzw. 21. Mai 2022 treten umfangreiche Neuregelungen zu den Markt- und Berufszugangsverordnungen in Kraft. Sie basieren auf dem im Februar 2020 verabschiedeten sogenannten Mobilitätspaket: Dort sind umfassende Reformen des Straßenverkehrssektors der EU festgelegt. Beispielsweise wird zum 21. Mai 2022 die Gemeinschaftslizenz im grenzüberschreitenden Verkehr bereits über 2,5 t zGg statt bisher über 3,5 t zGg verpflichtend.
Die EU hat das sog. Road Package beschlossen. Darin enthalten sind die EU-Verordnungen
- Verordnung (EG) Nr. 1071/2009 des Europäischen Parlaments und des Rates vom 21. Oktober 2009 zur Festlegung gemeinsamer Regeln für die Zulassung zum Beruf des Kraftverkehrsunternehmers und zur Aufhebung der Richtlinie 96/26/EG des Rates,
- Verordnung (EG) Nr. 1072/2009 des Europäischen Parlaments und des Rates vom 21. Oktober 2009 über gemeinsame Regeln für den Zugang zum Markt des grenzüberschreitenden Güterkraftverkehrs (Anm.: Teile der VO(EU) 1072/09 sind bereits 2010 in Kraft getreten, nämlich die Regelungen zur Kabotage),

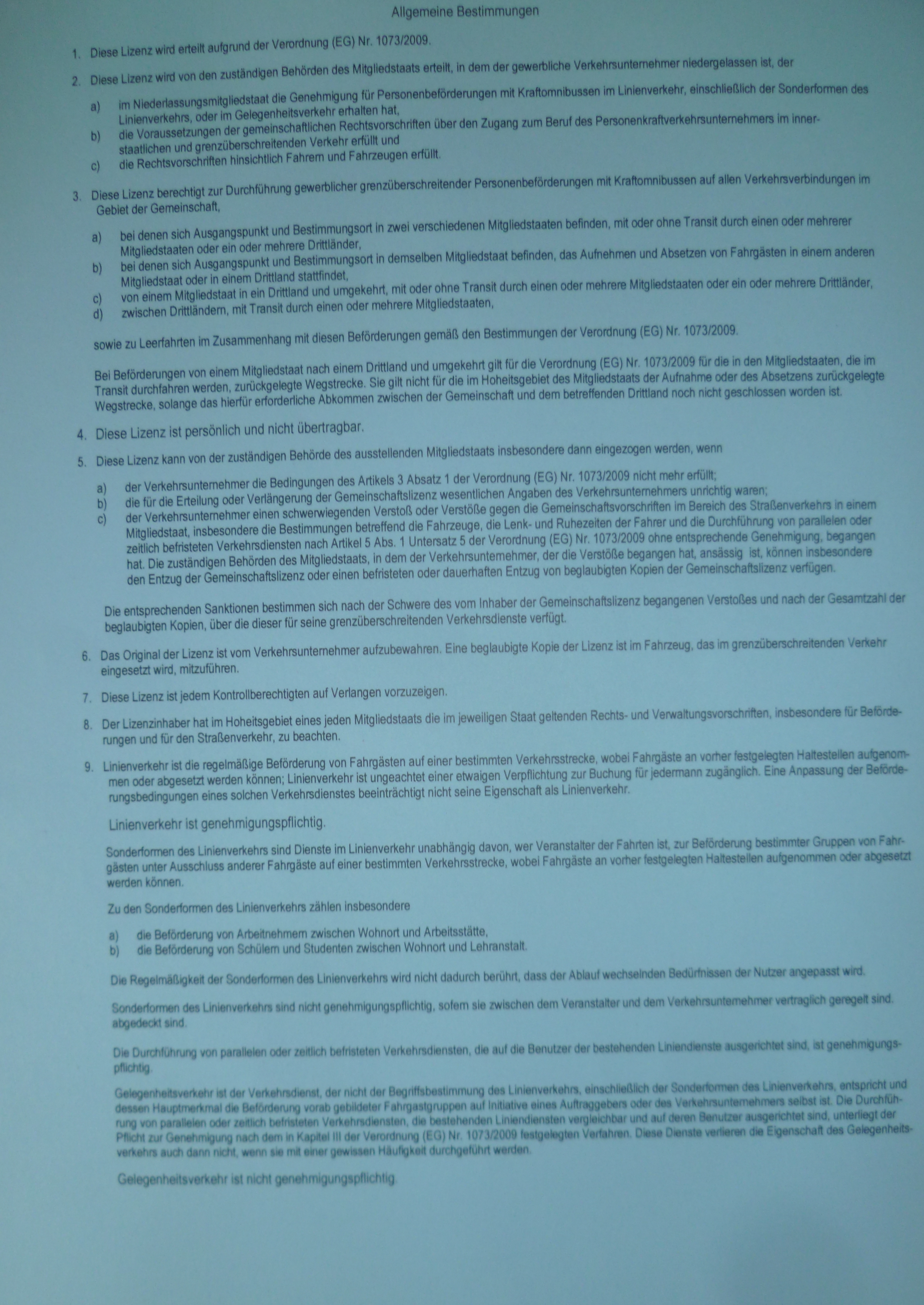
EU-Lizenz: Allgemeine Bestimmungen (2019)

- EU-Lizenz: Allgemeine Bestimmungen (2019)Verordnung (EG) Nr. 1073/2009 des Europäischen Parlaments und des Rates vom 21. Oktober 2009 über gemeinsame Regeln für den Zugang zum grenzüberschreitenden Personenkraftverkehrsmarkt und zur Änderung der Verordnung (EG) Nr. 561/2006, welche alle gleichzeitig am 4. Dezember 2011 EU-weit in Kraft treten.

Es wird/werden u. a.
- die Zugangsvoraussetzungen sowohl für den Güterkraftverkehr als auch für den Personenkraftverkehr neu gefasst und EU-weit vereinheitlicht,
- EU-Genehmigungen werden zeitlich verlängert und mit Verlängerungsoptionen versehen,
- Möglichkeiten der Versagung oder des Widerrufs der Genehmigungen werden vereinheitlicht, teilweise auch verschärft (vgl. die neu eingeführten umgangssprachlich „7 Todsünden des Güterverkehrs“ in der Anlage IV zu Art. 6 der VO(EU) 1071/2009.[5] – Soweit diese Katalogtaten vorliegen, ist das Ermessen der zuständigen Behörden, ob sie die Genehmigung entziehen oder nicht, fast auf Null reduziert!).
- ein EU-weites elektronisches Zentralregister für Güter- und Personenkraftverkehrsunternehmen eingeführt, dessen Umsetzung in jedem Mitgliedstaat national erfolgen soll.

Die Mitgliedstaaten sind verpflichtet, ihr bisher bestehendes nationales Recht spätestens bis zu diesem Zeitpunkt anzupassen. Soweit die EU-Verordnungen noch Spielräume zulassen, sind diese durch die Mitgliedstaaten auszufüllen. Da es sich um EU-Verordnungen handelt, gelten diese dann ab dem 4. Dezember 2011 unmittelbar in jedem Mitgliedstaat.

## Nationale Regelungen

### Deutschland
Die Gemeinschaftslizenz gilt für Unternehmer, deren Unternehmenssitz im Geltungsbereich des Grundgesetzes liegt, auch als Erlaubnis, im Inland gewerblichen Güterkraftverkehr zu betreiben (§ 5 des deutschen Güterkraftverkehrsgesetzes – GüKG).
Durch das Road Package sind Änderungen des Güterkraftverkehrsgesetzes und des Personenbeförderungsgesetzes (PBefG) erforderlich geworden, die der Bundesgesetzgeber durch Gesetzesbeschluss vom 23. September 2011 umgesetzt hat. Die weiter auf dem GüKG beruhende deutsche Verordnung „Berufszugangsverordnung für den Güterkraftverkehr (GBZugV)“ wurde am 21. Dezember 2011 entsprechend angepasst. Die nach der Änderung des PBefG notwendigen Anpassungen  in der „Berufszugangsverordnung für den Straßenpersonenverkehr (PBZugV)“ wurden im Februar 2013 umgesetzt.
Neu eingeführt wird zudem ein elektronisches Zentralregister für Güterkraftverkehrsunternehmen und Personenkraftverkehrsunternehmen (Verkehrsunternehmensdatei – VUDat); die deutsche Umsetzungsregelung wurde als „Verkehrsunternehmens-Durchführungsverordnung (VUDat-DV)“ ebenfalls am 21. Dezember 2011 erlassen.